# Type 59
Le Type 59 (appellation d'usine WZ-120) est la copie chinoise du T-54 soviétique.
Les premiers exemplaires furent construits en 1958, le Type 59 fut déclaré apte au service l'année suivante et la production en grande série débuta en 1963. Elle atteignit 9 500 unités et cessa en 1980. Environ 5 500 furent utilisés par l'armée chinoise jusqu'au début des années 2000. On estime que 5 000 Type 59-I et Type 59-II y étaient encore en service en 2002.
Le Type 59 fut modifié plusieurs fois durant sa longue carrière, notamment en remplaçant son canon de 100 mm par un canon rayé de 105 mm. Il fut aussi à la base pour la conception de chars chinois plus récents, comme le Type 69 et le Type 79.

## Description

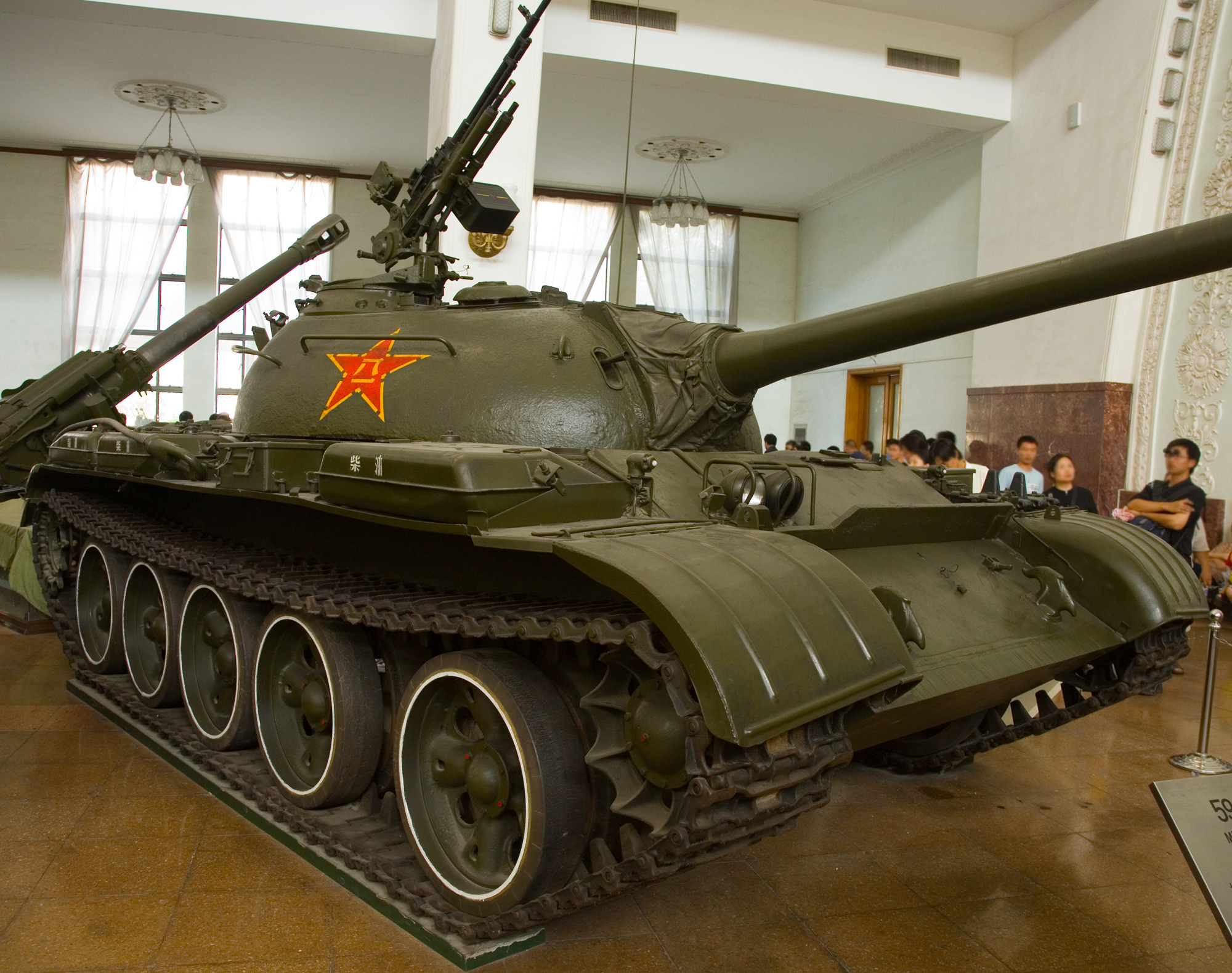
Noter l'espace entre les deux premières roues et le minuscule orifice de la mitrailleuse centrale sous le panneau anti-éclats.

Le Type 59 est d'apparence quasi identique aux premières versions du T-54 soviétique, mais il présente quelques différences, notamment l'absence de système de vision nocturne et de stabilisation du canon.
C'est un char conventionnel d'après-guerre, avec le compartiment de l'équipage à l'avant, le moteur à l'arrière et une tourelle moulée au centre. L'épaisseur maximale est de 100 mm pour le châssis et de 220 mm pour la tourelle.
Le conducteur est assis à l'avant à gauche, juste sous sa trappe d'accès, qui s'ouvre vers la gauche. Il dispose de deux périscopes qui lui permettent de voir devant et un peu à droite. Le chef de char est installé dans la tourelle avec le tireur et le chargeur. Sa trappe se trouve à gauche de la tourelle, le tireur assis devant et en dessous de lui. Le chargeur se trouve à droite, avec une trappe au-dessus de lui. L'absence de fond de panier de tourelle complique la tâche du chargeur.
La tourelle est armée d'un canon Type 59 de 100 mm, avec normalement 34 obus et d'une mitrailleuse coaxiale Type 59T de 7,62 mm. Au-dessus de la trappe de droite est montée une mitrailleuse anti-aérienne Type 54 de 12,7 mm (une copie chinoise de la M1938/46 DShKM soviétique de 12,7 mm) avec 200 balles. Le conducteur dispose également d'une mitrailleuse Type 59T, qui tire par un minuscule orifice au centre du glacis. 3 500 balles de 7,62 mm sont normalement disponibles.

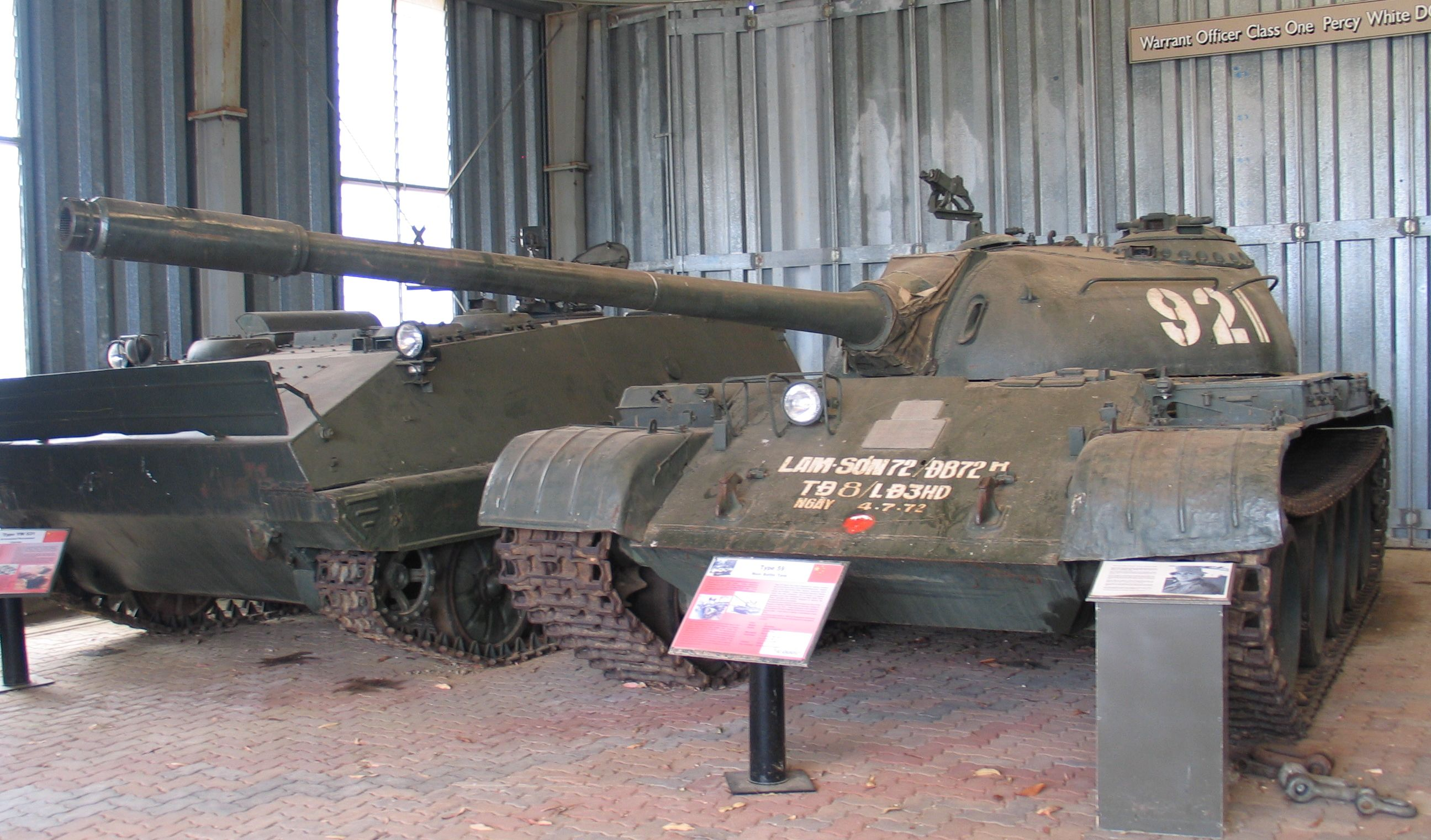
Un char de combat de Type 59 nord-vietnamien capturé par l'Armée de la République du Viêt Nam le 4 juillet 1972.

Le mécanisme de la tourelle est probablement comparable à celui du T-54, qui lui permet de faire un tour complet en 21 secondes. Les tout  premiers Type 59 avaient un système de pointage manuel, plus tard remplacé par un moteur électrique permettant une élévation du canon de +17 à -4 degrés (le pointage en site négatif moyen des chars occidentaux est de -10°, ce qui favorise le tir en défilement tourelle). Les modèles plus tardifs possèdent aussi une stabilisation en site, qui permet de tirer en marche. Un système de vision nocturne fut aussi installé, avec des périscopes infrarouges pour le chef de char, le canonnier et le conducteur.
Le tank possède un moteur Diesel V-12 12150L à refroidissement liquide, qui fournit 520 ch à 2 000 tr/min. La boîte manuelle a 5 rapports, plus la marche arrière. Le réservoir intérieur contient 815 litres et un réservoir externe de 400 litres permet d'augmenter l'autonomie maximale à 600 kilomètres (environ 430 km sans ce dernier). Le train de roulement est de type Christie, sans rouleaux porteurs. Il y a cinq galets de roulement de chaque côté, avec un espace distinctif entre les deux premiers, le barbotin est à l'arrière. La suspension est à barres de torsion. L'échappement se trouve à gauche, dans le déport de caisse.
Les munitions prêtes au tir sont fixées aux parois de la tourelle, ce qui augmente le risque d'explosion, en cas de perforation. Dans ce cas, le taux de survie des équipages est faible.

## Histoire
Après la signature du pacte sino-soviétique du 14 février 1950, les Soviétiques aidèrent la Chine à construire une usine de chars T-54A, inaugurée en 1956. Elle assembla d'abord des composants soviétiques, puis ceux-ci furent progressivement remplacés par des pièces fabriquées en Chine. L'armée populaire de libération chinoise accepta le char en 1959 et il reçut le nom de Type 59.
Ce fut le premier char chinois. Au cours des années, il reçut diverses améliorations d'origines locale ou occidentale. Lorsque l'armée chinoise s'empara d'un T-62 durant le conflit frontalier sino-soviétique de 1969, des améliorations dérivées de ce char furent apportées au T-59, qui devint le Type 69, plus tard amélioré par des technologies occidentales en Type 79. Le Type 79 fut le dernier char chinois de première génération, son successeur, le Type 80, appartenant à une nouvelle génération.
Le Type 59 a pour nom de fabrication WZ-120. Il fut produit en grandes quantités de 1959 au milieu des années 1980, peut-être à plus de 10 000 exemplaires. Comme son successeur le Type 69, il fut largement exporté. On estime qu'il en reste aujourd'hui [Quand ?] 5 000 dans l'inventaire de l'armée populaire de libération, utilisés surtout pour l'entraînement et des rôles de soutien. Ils ont été remplacés comme chars de bataille par les Type 96 et Type 99.
Les Type 59 ont subi de lourdes pertes à la bataille de Longewala contre des avions bombardiers (4-7 décembre 1971), lors de la troisième guerre indo-pakistanaise. Ils furent aussi engagés à 400 exemplaires dans la guerre sino-vietnamienne.
Les chars auxquels a fait face l'« homme de Tian'anmen » lors de la répression de 1989 sont des Type 59[réf. nécessaire].

## Variantes

### Type 59
Type 59
Première version produite en grande série à partir de 1963, il s'agit essentiellement d'un T-54A sans système de vision nocturne.
Type 59-I
Version armée d'un canon de 100 mm Type 69 et équipée de jupes latérales en caoutchouc, d'un système de détection et d'extinction automatique d'incendie, d'un télémètre laser, un système de pointage hydraulique et une conduite de tir rudimentaire.
Type 59-II

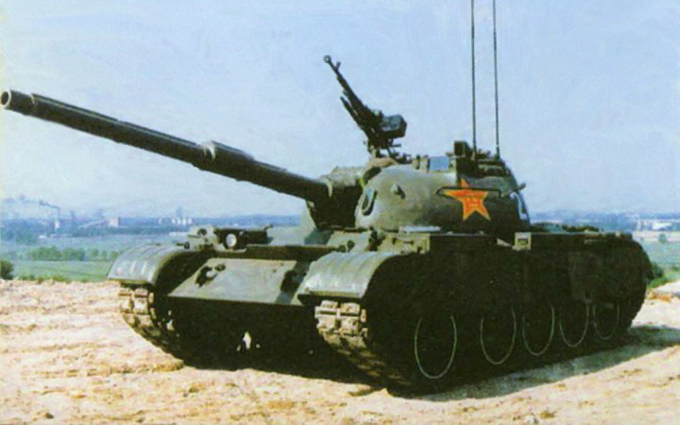
Type 59-II de l'armée chinoise.

Construit de 1982 à 1985, il possède l'appellation d'usine WZ-120B, cette version possède un canon Type 81 de 105 mm, une copie du Royal Ordnance L7 britannique fournie par l'Autriche et reconnaissable à son évacuateur de fumées situé au milieu du canon. Il possède également un système de vision nocturne infrarouge fonctionnant à l'aide d'un intensificateur de lumière. Masse en ordre de combat : 36,5 tonnes.
Type 59-IIA
Le développement de cette version a commencé à la fin de 1984, le premier prototype est sorti de l'usine au mois d'octobre 1985. Il est armé d'un canon Type 81 de 105 mm qui possède également un manchon anti-arcure. Le canon est stabilisé en site et en gisement, le système anti-incendie est amélioré.
Type 59D

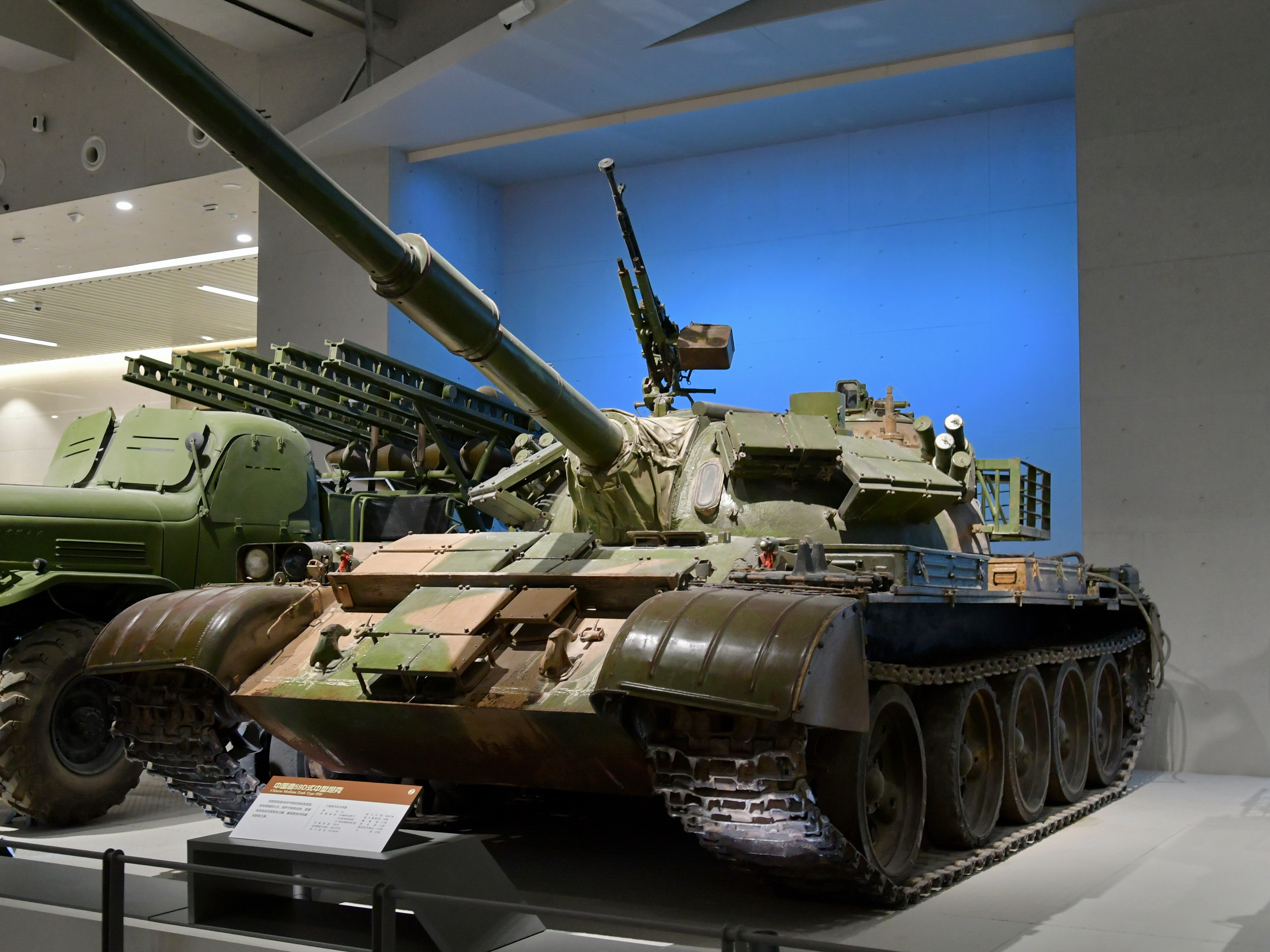
Type 59D.

Le Type 59D (appellation d'usine WZ-120C) fut développé dans les années 1990. Au lieu de remplacer les Type 59 vieillissants par de nouveaux modèles, l'armée populaire de libération décida de les adapter au champ de bataille moderne par l'adoption de nouvelles technologies : Le Type 59D possède un surblindage réactif explosif, un nouveau canon, un système de vision nocturne passive et un nouveau système de tir. Le moteur 12150L est aussi remplacé par un moteur 12150L7 de 580 chevaux. Variantes : Type 59D et Type 59D1.
Le char Al-Zubair 2 produit au Soudan est peut-être un Type 59D fabriqué sous licence.
Type 59P
Version d'exportation, elle possède de nombreux composants de haute technologie des chars de troisième génération.

### Type 62

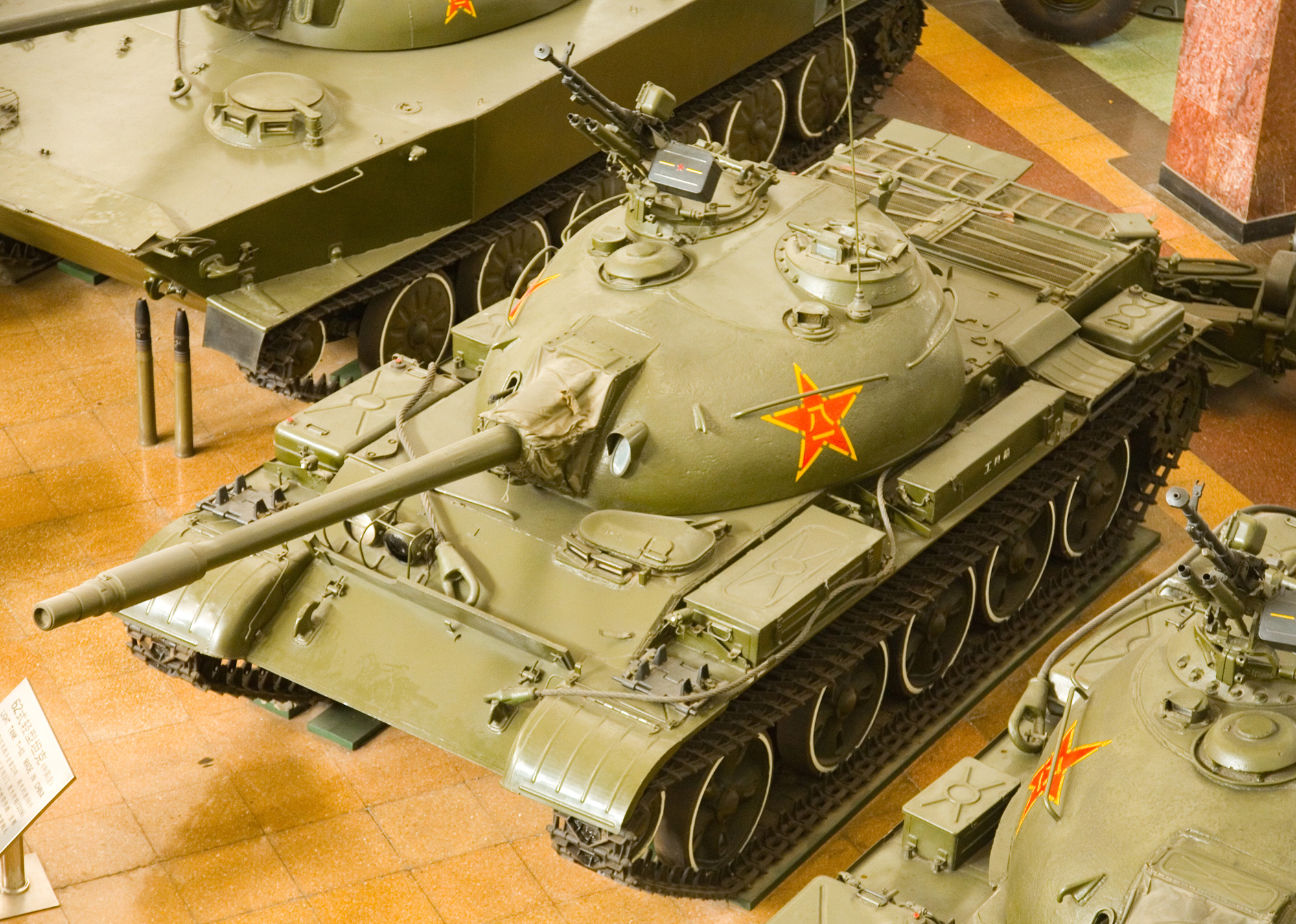
Type 62.

En 1958, l'armée populaire de libération fit la demande d'un char plus léger, plus adapté aux conditions du sud de la Chine. Le Type 62 est essentiellement une version déblindée du Type 59 : il ne pèse que 21 tonnes et possède un canon moins puissant de 85 mm. Il entra en production en 1963 et fut construit à environ 800 exemplaires jusqu'en 1978.
Une version améliorée, le Type 62-I, possède un télémètre laser et des magasins sur tourelle pour une meilleure protection. Il existe également une version véhicule d'assistance (prototype seulement) et un bulldozer, le Type 82.
L'armée populaire de libération utilisa des Type 62 durant la guerre sino-vietnamienne de 1979, où ils subirent de lourdes pertes, en raison de leur blindage insuffisant.
En 2000, les Type 62 furent radicalement améliorés par une nouvelle tourelle, un canon rayé de 105 mm stabilisé, un nouveau système de tir, un système de vision nocturne, des lance-grenades fumigènes et un blindage réactif.

### Type 69 / 79

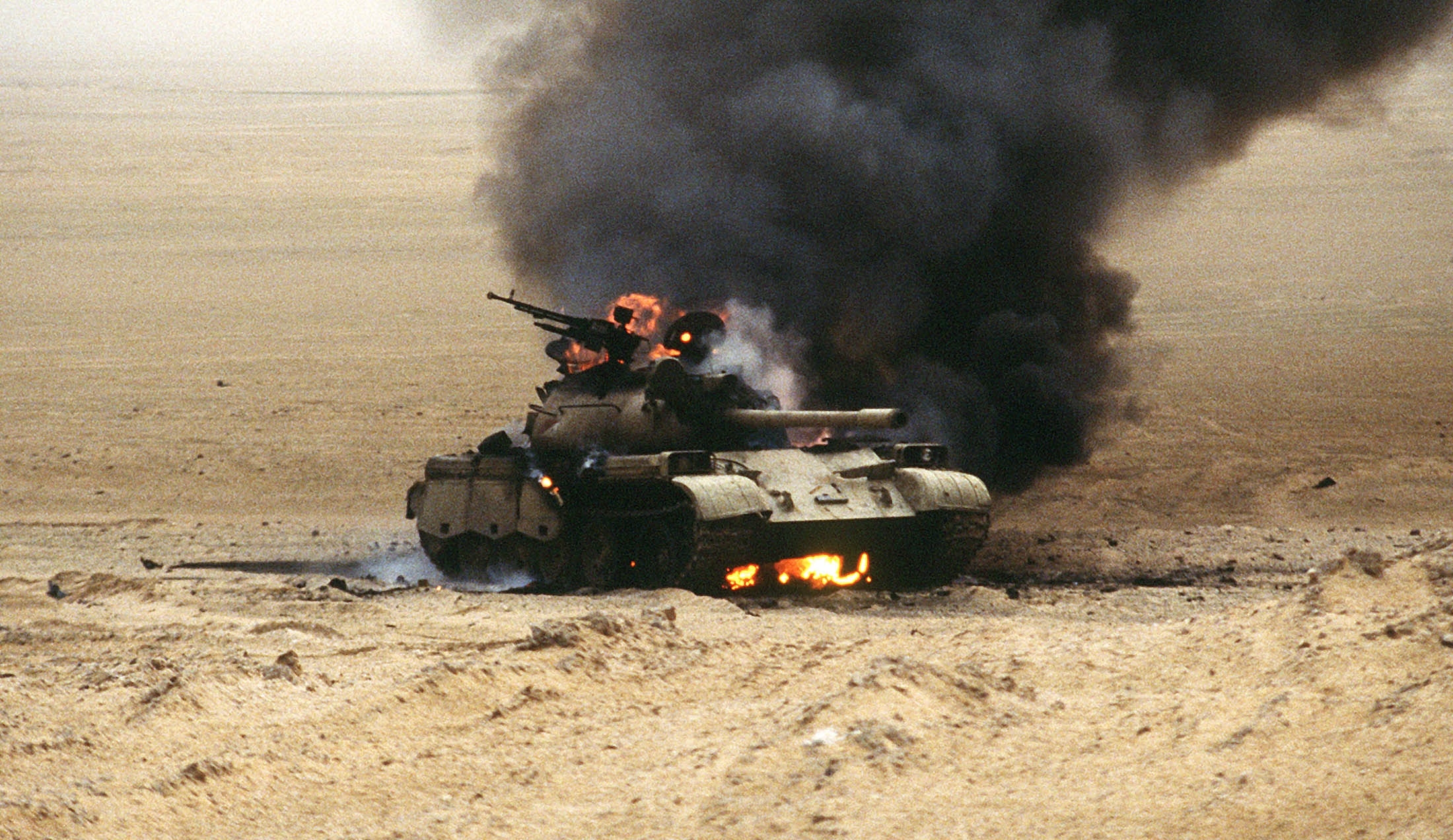
Un type 69 irakien en feu durant l'Opération Tempête du désert.

Ces versions améliorées du Type 59 furent peu utilisées dans l'armée chinoise, mais connurent un bon succès à l'exportation dans les années 1980 (plus de 2 000 exemplaires vendus).

### Type 73
Véhicule d'assistance blindé : il s'agit d'un Type 59 sans tourelle, armé d'une seule mitrailleuse de 12,7 mm. On pense qu'il ne possède pas de grue et est limité à des opérations de remorquage.

### Versions étrangères

#### Royaume-Uni
- Type 59 avec canon Royal Ordnance L7 de 105 mm. Pack d'amélioration, non utilisé par les forces britanniques[3].
- Type 59 Marksman : Type 59 équipé d'une tourelle antiaérienne double (calibre 35 mm). Proposé comme conversion aux utilisateurs du Type 59[3].

#### Iran
- Type-72Z Safir-74

#### Corée du Nord

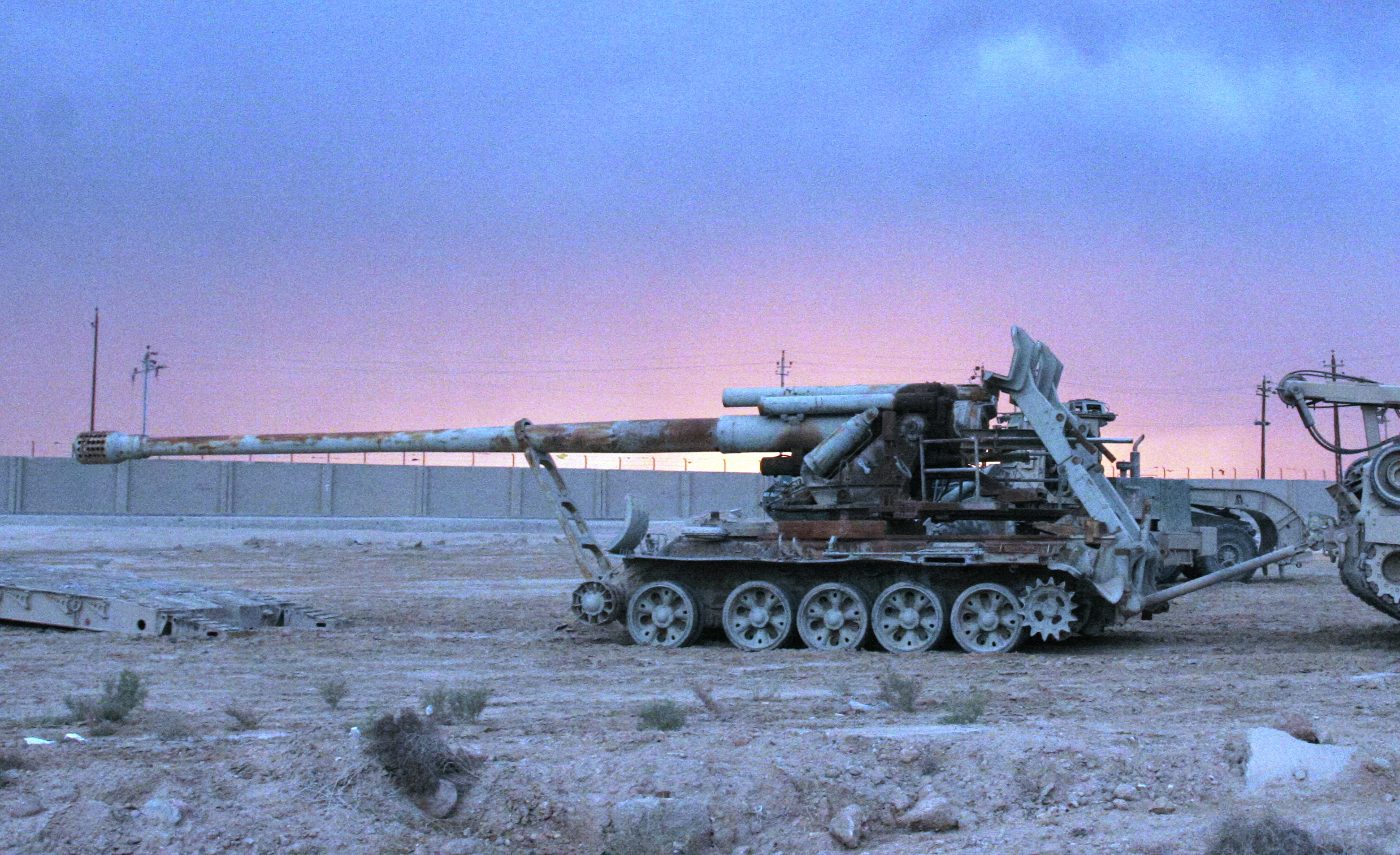
Un M-1978 Koksan exposé à Ramadi (Irak), novembre 2008).

- M-1978 Koksan : canon automoteur de 170 mm basé sur le châssis du Type 59.

#### Pakistan
Al-Zarrar. Fabriquée par Heavy Industries Taxila, la série de chars Al-Zarrar est destinée à améliorer les Type 59 de l'armée pakistanaise en les rééquipant complètement : 54 modifications portent sur l'armement, le système de tir, le blindage, etc. L'Al-Zarrar bénéficie notamment :
- d'un canon de 125 mm à âme lisse, tirant des obus APFSDS, HEAT-FS et HE-FS. Son chargement est semi-automatique et il possède un système de tir à stabilisation d'image.
- d'un moteur de 730 ch.
- d'une meilleure suspension.
- d'un blindage réactif et d'une protection anti-mine sous la caisse.

## Utilisateurs
- Albanie - 40 restant des 721
- Afghanistan - 100.

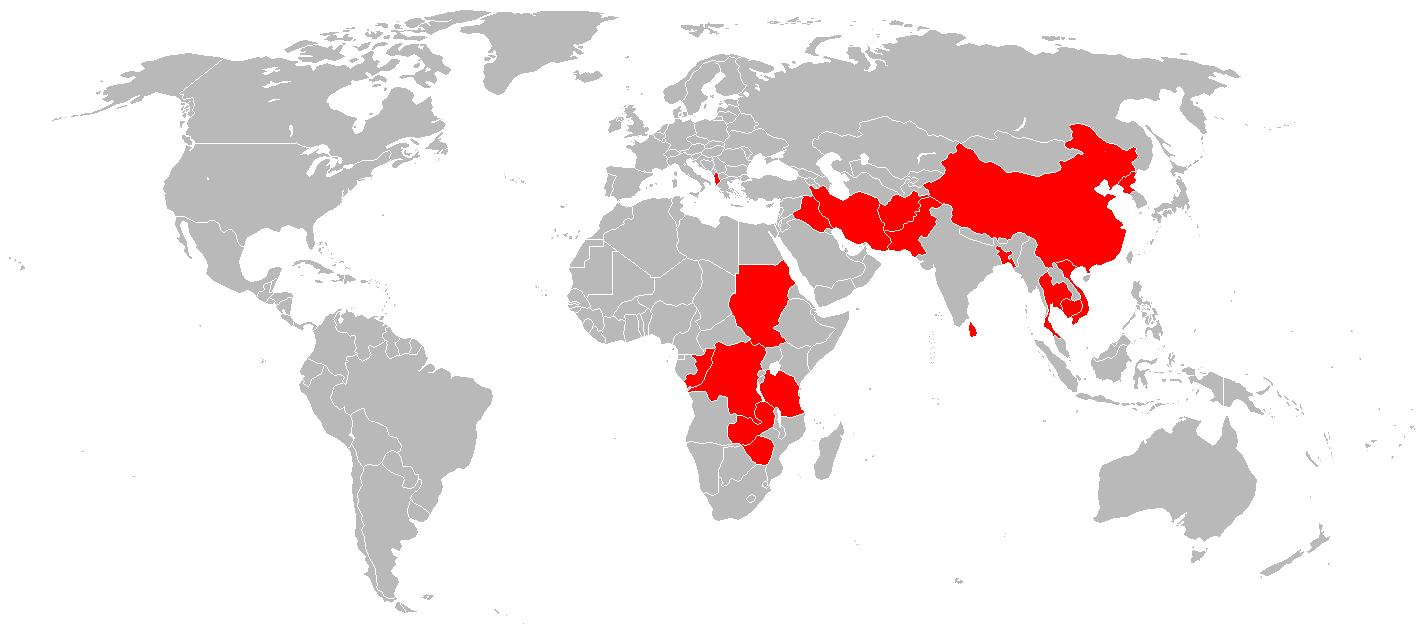
Utilisateurs du Type 59 (2009).

- Bangladesh - 264 (dont 30 T-54A soviétiques offerts par la Yougoslavie et rééquipés avec des éléments de Type 59 avec l'aide de la Chine)[8]
- Birmanie - 160.
- Cambodge - 200.
- Chine - 6 000.
- Corée du Nord - 175.
- Iran - 220[9].
- Pakistan - 1 200.
- République démocratique du Congo - 20.
- République du Congo - 15.
- Soudan - 10.
- Sri Lanka - 80.
- Tanzanie - 30.
- Thaïlande - 158.
- Viêt Nam - 350.
- Zambie - 20.
- Zimbabwe - 30.

### Anciens utilisateurs
- Albanie - 721 (681 mis à la casse ou retirés)[réf. souhaitée]
- Irak - Selon le SIPRI, 2860 Type 69 ont été livrés entre 1982 et 1987[10]; 1500 Type 59 et Type 69 étaient en service dans l'Armée irakienne en 1990. Ils ont tous été détruits ou mis à la casse.